# Християнська етика
Християнська етика — моральне вчення християнства, визначає моральні орієнтири людської поведінки, ґрунтовані на християнському уявленні про природу і призначення людини, його відношенні з Богом. Християнську етику можна назвати теорією християнських чинів (дій, дійств, діяльності).
Виражається етика християнства в християнському етосі, певному стилі життя, різноманітному за своїми проявами і властивим як індивідуумам, так і великим соціальним групам християн.
Джерело християнської етики - в першу чергу життя Христа, заповіді Нагірної Проповіді, життя і проповідь Його учнів, апостолів, Отців Церкви, а також приклади морального життя, що сталися в житті сучасної Церкви. Християнська етика виявляє себе не стільки в історії моральних ідей, скільки в конкретному житті Церкви.
При збереженні незмінними базових цінностей, кожна епоха і різні християнські конфесії пропонують своє розуміння конкретних шляхів втілення християнських етичних принципів в життя. Подальшому виявленню, знайденню сенсу морального вчення християнства можуть сприяти зміна соціальної дійсності, умонастроїв і систем цінностей, засвоєння філософської спадщини античності, розвиток богослов'я.